# Wymondham
Wymondham [ˈwɪndəm] ist eine historische Marktstadt und eine Civil parish im Distrikt South Norfolk der Grafschaft Norfolk.

## Sehenswürdigkeiten

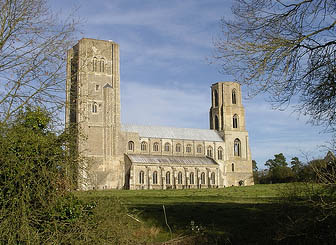
Wymondham Abbey
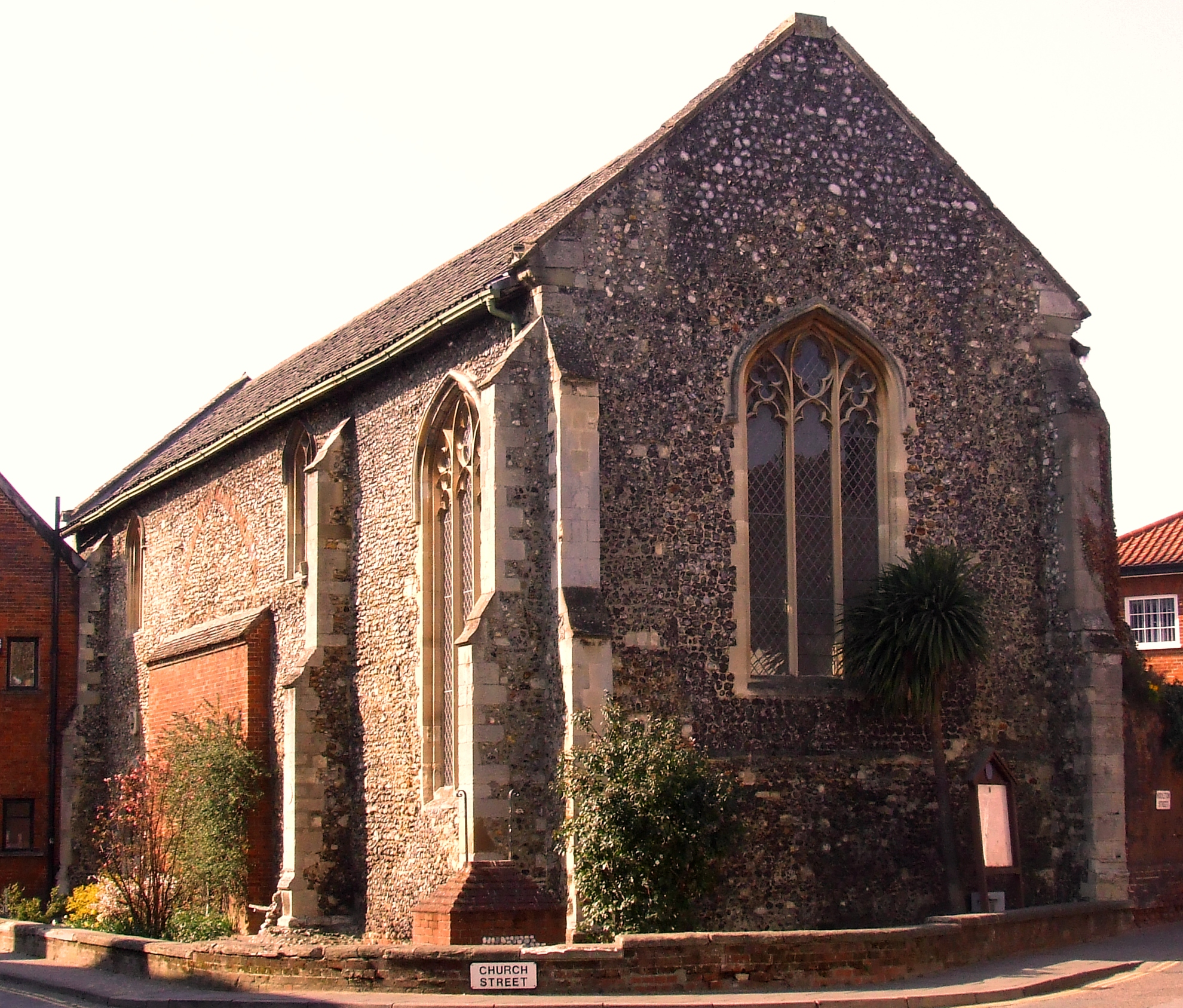
Becket’s Chapel
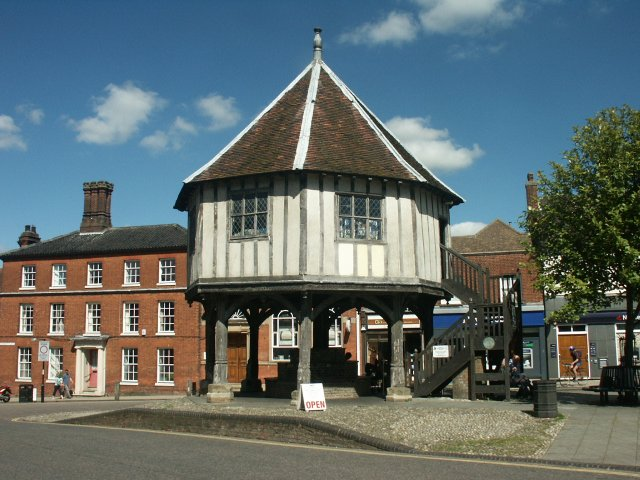
Market Cross

- Wymondham Abbey
- Becket’s Chapel
- Market Cross

## Ehemalige und derzeitige Einwohner
- Francis Kett (um 1547–1589), anglikanischer Märtyrer
- Robert Ket († 1549), Anführer eines Bauernaufstandes
- John Wodehouse, 1. Earl of Kimberley (1826–1902)
- Bernard Day (1884–1934), Automobilmechaniker und Expeditionsteilnehmer
- Simon Beaufoy (* 1966), Drehbuchautor
- Bill Bryson (* 1951), Schriftsteller
- Justin Hawkins (* 1975), Musiker
- James Hubbard (* 1992), Dartspieler